# 中村知子
中村 知子（なかむら ともこ、1983年9月16日 - ）は、日本の女性声優。賢プロダクション所属。三重県出身。

## 略歴
『SLAM DUNK』、『幽☆遊☆白書』といったアニメが土曜日に放送されていた当時、その時間帯は剣道をしており、リアルタイムでは見れなかったため、毎回ビデオに録画して見るのが楽しみだった。
アニメの世界に憧れていたが、当時は職業としての声優は無知だったが、テレビアニメ『美少女戦士セーラームーン』を見て声優を知り、「私でもうさぎちゃんになれるんだ！やりたい！」と声優を目指した。
中学3年生の時に地域のミュージカル劇団に入団。18歳の時に上京し、映像テクノアカデミアに入学。2009年2月まで東京俳優生活協同組合に所属していた。
2005年、『BLOOD+』で声優デビュー。
2013年5月に自身のツイッターで30歳目前の結婚を報告。2016年夏に妊娠し、2017年3月28日に女児を出産。

## 人物
声種はソプラノ。
昔は少林寺拳法、剣道、水泳、サッカー、小学校4年間くらいにライトで野球と様々なスポーツをしていた。
特技はけん玉、歌、スキー。趣味はネット小説を読むこと、ゲーム。
好きな食べ物は肉。牛肉派だが、子供の頃は父が狩ってきた鹿肉が好きだった。雌の方が臭みが少なく美味しいとしているが、雄の猪は苦手である。嫌いな食べ物はパクチー。

## 出演
太字はメインキャラクター。

### テレビアニメ
2005年
- BLOOD+

2007年
- おおきく振りかぶって
- しゅごキャラ!（2007年 - 2010年、結木やや）- 3シリーズ
- バンブーブレード（野村）

2008年
- かのこん（女子生徒）
- 喰霊-零-（女性）
- かんなぎ（女子生徒）
- とらドラ!（女子B）
- 二十面相の娘（女中A）
- 北斗の拳 ラオウ外伝 天の覇王（女の子）
- 夜桜四重奏 〜ヨザクラカルテット〜（ことはの友人）

2009年
- 青い花（三浦香織）
- うちの3姉妹（中村さん、妹）
- CANAAN（子供B）
- CLANNAD 〜AFTER STORY〜（母親）
- けいおん!（2009年 - 2010年、クラスメイト、サークル仲間、映画の少年、テニス部員、生徒、司会）- 2シリーズ
- それいけ!アンパンマン（ネコ美〈10代目〉）
- チーズスイートホーム あたらしいおうち（伊集院さん）
- 夏のあらし!（女生徒C、女学生2）
- 乃木坂春香の秘密 ぴゅあれっつぁ♪（女の子A、後輩A）
- はじめの一歩 New Challenger
- バトルスピリッツ 少年激覇ダン（ミミ族C）
- ヒゲぴよ（りおちゃん）
- WHITE ALBUM（看護師）
- 夢色パティシエール（マリコ）

2010年
- 学園黙示録 HIGHSCHOOL OF THE DEAD（女子生徒、母親、奴ら、部下、女）
- 屍鬼（国広緑）
- ストライクウィッチーズ2（女の子）
- 聖痕のクェイサー（2010年 - 2011年、女生徒、生徒A）- 2シリーズ
- セキレイ〜Pure Engagement〜（壱哉）
- ダンス イン ザ ヴァンパイアバンド（女子高生A）
- To LOVEる -とらぶる-シリーズ（2010年 - 2011年、新田晴子）- 2シリーズ
- 百花繚乱 サムライガールズ（上級生A）
- 四畳半神話大系（ほんわか女子D）
- れでぃ×ばと!（女生徒A）

2011年
- おじゃる丸（ファン）
- 機動戦士ガンダムAGE（2011年 - 2012年、受付嬢、サラ・エイノア、ラジオ音声）
- C（婦警、主婦、ニュースアナウンサー）
- スイートプリキュア♪（ありさ 他）
- TIGER & BUNNY（キャサリン）
- ダンボール戦機（石森ルナ、オタピンク）
- ドラえもん（テレビ朝日版第2期）（女の子）
- バトルスピリッツ 覇王（アナウンス）
- 僕は友達が少ない（2011年 - 2013年、レイス、女子生徒、子どもB、女子陸上部員）- 2シリーズ
- まじっく快斗（記者）
- 魔乳秘剣帖（お梅の母、尼）
- 魔法少女まどか☆マギカ（看護婦A）
- Rio RainbowGate!（女B）

2012年
- アクセル・ワールド（看護師）
- クイーンズブレイド リベリオン（兵士A）

2018年
- ロード オブ ヴァーミリオン 紅蓮の王（森園英子 / セルディット）

### 劇場アニメ
- 映画けいおん!（2011年、クラスメイト[注 1]）
- 映画 スイートプリキュア♪ とりもどせ! 心がつなぐ奇跡のメロディ♪（2011年、女の子）
- 手塚治虫のブッダ -赤い砂漠よ!美しく-（2011年）
- ドラゴンエイジ -ブラッドメイジの聖戦-（2012年、アヴェキス[15]）
- 魔法少女リリカルなのは The MOVIE 2nd A's（2012年、担任教師）

### OVA
- ファイナルファンタジーVII アドベントチルドレン（2005年）
- 今日の5の2（2006年、男の子C）
- 魔法先生ネギま! 〜白き翼 ALA ALBA〜（2008年、佐倉愛衣）
- クイーンズブレイド 美しき闘士たち（2010年、踊り子B）
- ブラック★ロックシューター（2010年）
- kiss×sis（2014年、三国美春[16]）※第10話

### ゲーム
- 【eM】-eNCHANTarM-（2006年）
- すもももももも〜地上最強のヨメ〜 継承しましょ!? 恋の花ムコ争奪戦!!（2007年、お琴）
- しゅごキャラ!（2008年 - 2009年、結木やや）
- キラ☆キラ 〜Rock'n'RollShow〜（2009年、椎野きらり）
- 涼宮ハルヒの並列（2009年、乗務員）
- ひらめきカードバトル メクルカ（2009年、アイリィ）
- 毛糸のカービィ（2010年、フラッフ）
- 剣と魔法と学園モノ。2G（2010年、パンナ）
- ダンボール戦機（2011年、石森ルナ、オタピンク）
- ガールズRPG シンデレライフ（2012年、しほ）
- ほのぼのモグウ日記（2012年、糜夫人）
- 闘神都市（2014年、さやか[17]、ラベルケース[18]）

### ラジオ
- ラジオでひなたぼっこ革命（音泉:2009年1月30日 - 7月31日）

ラジオドラマ
- VOMIC MOMO

### ドラマCD
- ドラマCD 家族ゲーム（三石窓香）
- 執事様のお気に入り 3（女子生徒達）
- しゅごキャラ! キャラクターソングコレクション2（結木やや）
- 雪よ林檎の香のごとく（小川りか）
- FINAL FANTASY XIII Episode Zero -Promise- Story01 -ENCOUNTER-

### 吹き替え

#### 映画
- 三銃士/王妃の首飾りとダ・ヴィンチの飛行船（侍女）

#### ドラマ
- クリミナル・マインド6 FBI行動分析課（ヘザー・ジェイコブズ）
- CSI:ニューヨーク6、7
- ジーク アンド ルーサー（ジンジャー）
- ナース・ジャッキー3
- NIKITA / ニキータ（イリーナ）

#### アニメ
- アーサー・クリスマスの大冒険

### テレビ番組
- 新説!?日本ミステリー（ハニウサギ）
- 広瀬光治の手編みカワイイ（ナレーション／ゲスト出演〈第7回 〉）
- ガールズクラフト / ガールズクラフト ウインター（ラッピィ / ナレーション）
- ポップイン!クラフト（ラッピィ / ナレーション）

### その他コンテンツ
- ふぁんた時間（「手袋を買いに」ほか複数の童話作品を朗読）
- リーディングライブイベント『ひなたぼっこ革命』（二宮じゅん）
- ウェブコミック 瞳のフォトグラフ（+Voice）（小鳥遊ヒナノ）
- キヤノンエコアンバサダー（土男[19]）